# Gabriella Labucci
Gabriella Labucci é uma drag queen australiana, conhecida por ter competido na terceira temporada do RuPaul's Drag Race Down Under.

## Carreira
Inspirada a começar a fazer drag pela série de televisão americana RuPaul's Drag Race, mais tarde competiu na terceira temporada da série spin-off RuPaul's Drag Race Down Under. Como artista drag trabalhou no Piano Bar e apareceu no Lance TV Ballarat, tendo também sido apresentadora, ao lado de Lance De Boyle, no Channel 31 Antenna Awards em 2021.
Na tour e espetáculo Werq the World realizou o número de abertura, junto com Flor, Isis Avis Loren e Hollywould Star, para a versão australiana da produção de 2023.

## Vida pessoal
Reside em Ballarat, Victoria, e prefere ser referida pelos pronomes ela/dela quando está em drag e ele/dele na sua vida pessoal.

## Filmografia

### Televisão
- Lance TV Ballarat
- RuPaul's Drag Race Down Under ( temporada 3 )

## Links externos
- Sítio oficial

1. ↑  Rinaldo, Talia (11 de setembro de 2023). «From local drag queen to Drag Race finalist, Gabriella Labucci shows what regional Victoria has to offer». Forte Magazine (em inglês). Consultado em 12 de setembro de 2023
2. 1 2  Bottams, Tim (13 de julho de 2023). «Local queen to sashay onto screen». Ballarat Times (em inglês). Consultado em 9 de setembro de 2023. Arquivado do original em 9 de setembro de 2023
3. ↑  «LaNCE TV Ballarat's Lance DeBoyle & Gabriella Labucci To Host Channel 31 Antenna Awards». Star Observer (em inglês). 29 de maio de 2021. Consultado em 9 de setembro de 2023. Arquivado do original em 22 de agosto de 2023
4. ↑  «Ballarat's LaNCE TV to host 2021 Channel 31 awards». The Courier (em inglês). 4 de maio de 2021. Consultado em 9 de setembro de 2023. Arquivado do original em 5 de maio de 2021
5. ↑  «'We live for the applause': Drag queens take to the social media stage during isolation». ABC News (em inglês). 18 de maio de 2020. Consultado em 9 de setembro de 2023. Arquivado do original em 5 de dezembro de 2022
6. ↑  «Meet the Queens of RuPaul's Drag Race Down Under Series 3». www.bbc.com (em inglês). Consultado em 9 de setembro de 2023